# Асептичний некроз голівки стегнової кістки
Асептичний некроз голівки стегнової кістки (скор. АНГСК, або аваскулярний некроз голівки стегнової кістки; асептичний остеонекроз голівки стегнової кістки) — форма дегенеративно-дистрофічного ураження кульшового суглоба, при якій первинно уражується субхондральна кісткова тканина з формуванням вогнища асептичного некрозу та подальшим втягненням у дегенеративно-дистрофічний процес усіх елементів суглоба (суглобового хряща, синовіальної оболонки, капсули, періартикулярних м'язів та ін.). Асептичний некроз головки стегнової кістки, зустрічається найчастіше, є наслідком порушення кровотоку і некрозу елементів кісткового мозку головки стегнової кістки. Ураження можуть бути двосторонніми, найчастіше у випадку головки стегнової кістки. Ішемія субхондральної частини губчастої кістки призводить до її омертвіння, деформації суглобової поверхні та вторинних дегенеративно-продуктивних змін у суглобі.
В англомовній літературі для позначення захворювання використовується термін англ. Femoral head fvascular necrosis.

## Етіологія
АНГСК не є специфічним процесом, а, швидше, фіналом низки розладів, які призводять до зменшення кровотоку в головці стегнової кістки, що спричинює некроз клітин. Це поступово зростаюче ураження, що зазвичай призводить до руйнування кульшового суглоба в пацієнтів віком від 20 до 50 років (середній вік — 38 років). Загалом цей стан більш поширений у чоловіків, ніж у жінок, дослідження оцінюють співвідношення від 3 до 1 до 5 до 1.
Тільки в Сполучених Штатах щороку реєструється приблизно від 10 000 до 20 000 нових випадків.
Основними причинами розвитку захворювання є:
- травми (≈50 %), особливо перелом проксимального відділу стегнової кістки;[3][4] остеонекроз є результатом від 15 % до 50 % переломів шийки стегнової кістки та від 10 % до 25 % вивихів стегна.[5]
- нетравматичні причини
  - аутоімунні хвороби (особливо системний червоний вовчак, антифосфоліпідний синдром та ревматоїдний артрит);[3][5]
  - прийом глюкокортикостероїдів[4] (особливо перорально і внутрішньосуглобово; ризик залежить від добової дози, меншою мірою — від тривалості кортикотерапії або від сумарної дози);[3]
  - алкоголізм[4][5](поряд із прийомом глюкокортикосетроїдів є відповідальним за більшість випадків нетравматичного остеонекрозу);[3]
  - мієлопроліферативні неоплазії;[3]
  - панреатит;[4]
  - опромінення;[3][4]
  - подагра;[3]
  - серповидноклітинна анемія;[3][4]
  - тромбофілії;[3]
  - кесонна хвороба;[3]
  - прийом бісфосфонатів, особливо внутрішньовенно та довготривало;[3]
- ідіопатичний асептичний некроз — наприклад, асептичний некроз головки стегнової кістки у дітей (хвороба Легг-Кальве-Пертеса [Legg-Calvé-Perthes]).[3][4]

## Патогенез

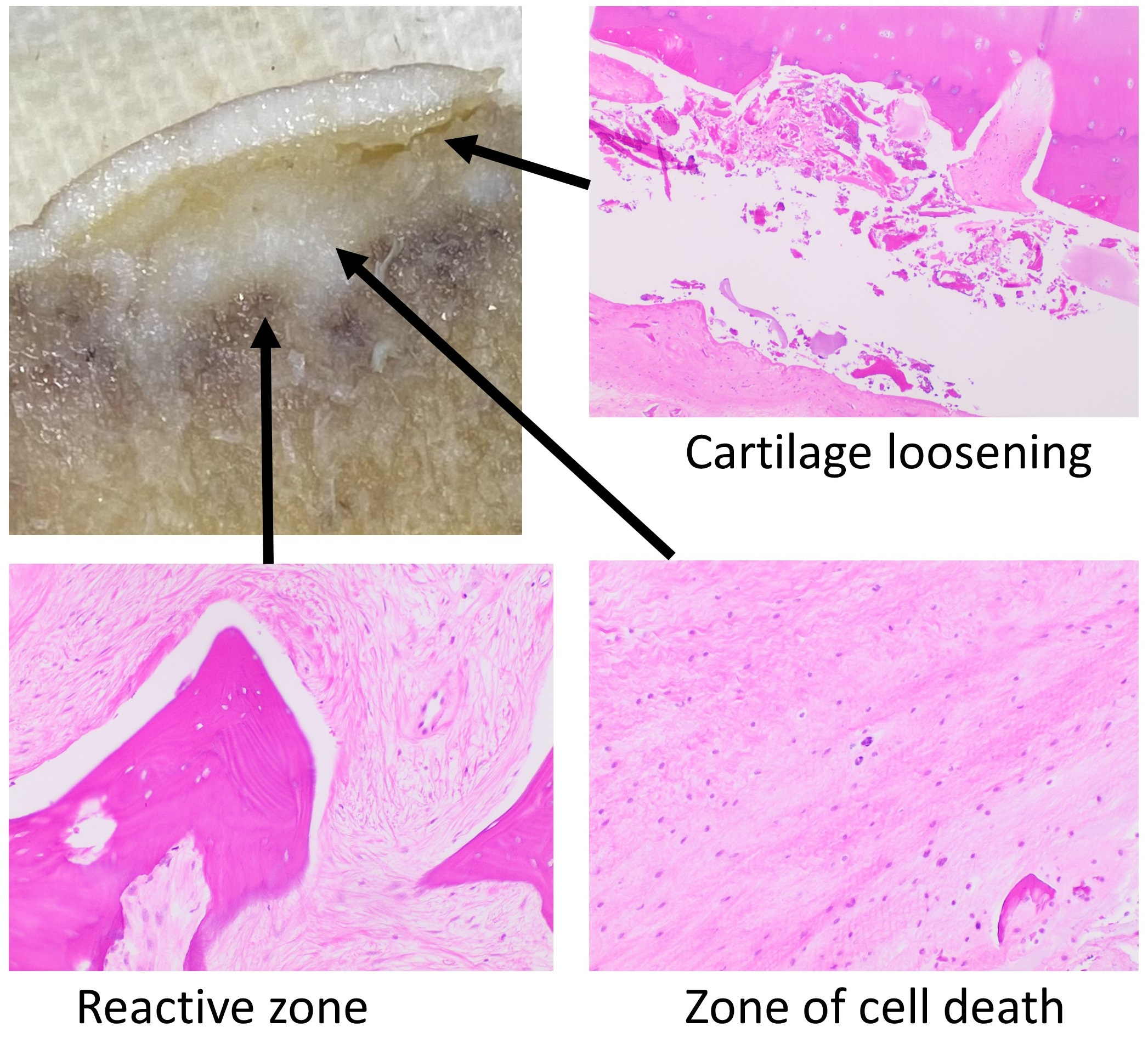
Гістологічні мікропрепарати з ділянки асептичного некрозу голівки стегнової кістки. Виділяють зону втрати хряща (cartilage loosing), зону загибелі клітин (zone of cell death), зону реактивного запалення (reactive zone)

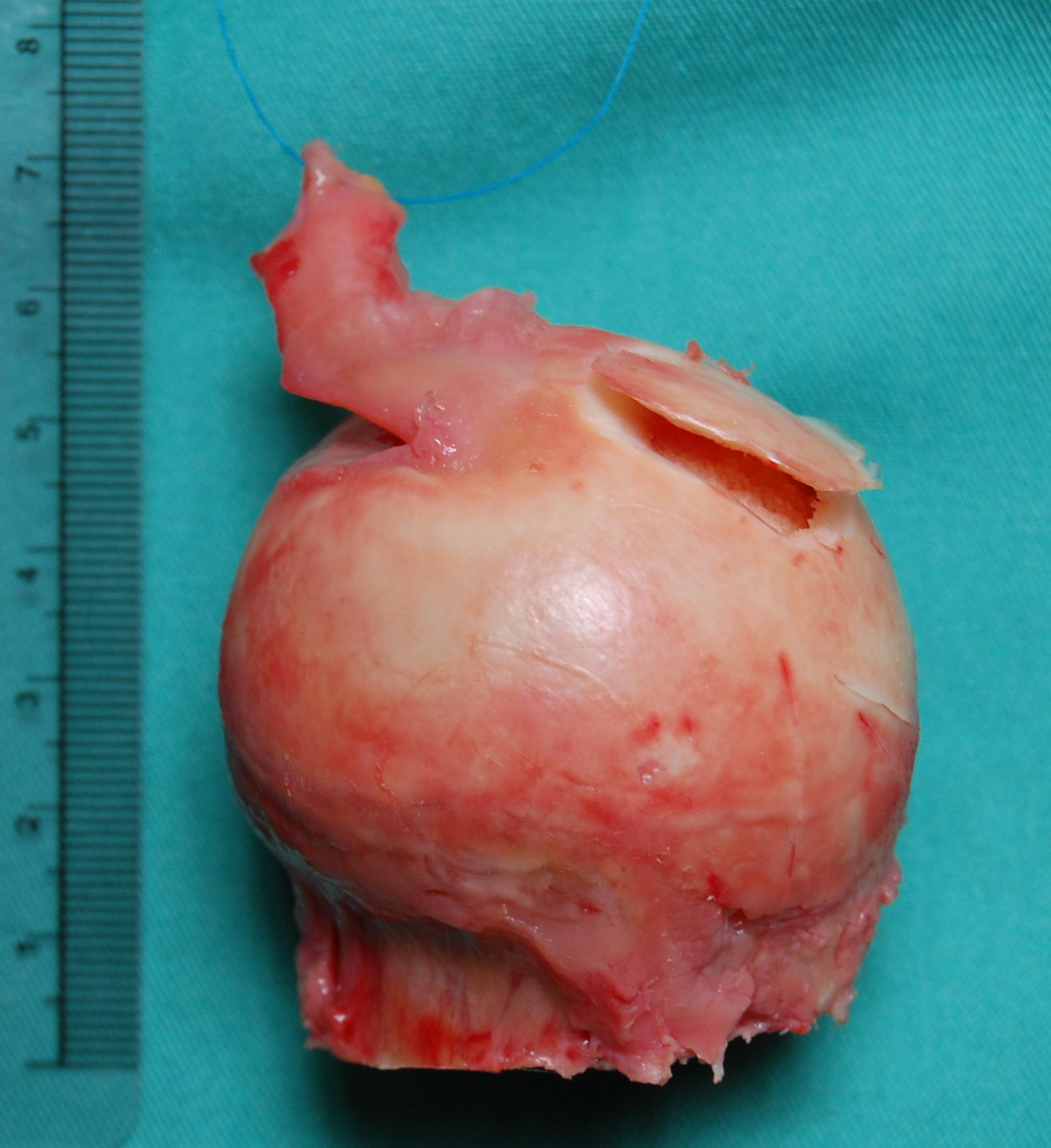
Вигляд голівки стегнової кістки з ділянкою асептичного некрозу, яку було видалено під час операції ендопротезування. Ділянка відшарування хряща біля зв'язки ligamentum capitis femoris і є зоною остеонекрозу

У літературі представлені дві точки зору про розвиток асептичного некроза голівки стегнової кістки: травматична та судинна.
Відомо, що асептичний некроз кісткової тканини може бути викликаний різними причинами: порушенням цілісності артерій шляхом їх скручування або здавлення, емболією, тривалим спазмом артерій, венозним стазом та іншими механічними діями. АНГСК в результаті травми суглоба (вивих, перелом зони метаепіфіза) або хірургічного втручання вивчений досить повно, і механізм його виникнення зумовлений порушенням зони артеріального і венозного кровотоку.
Складніше з питанням вивчення патогенезу при так званих нетравматичних АНГСК. Ще В. П. Граціанський у 1955 році показав, що в результаті мікротравми, перевантаження суглоба та інших несприятливих чинників у кістковій тканині відбуваються процеси «перевтоми». Імпульси з вогнища йдуть до кори головного мозку і викликають відповідні зворотні сигнали, що викликають спазм судин або застій крові і лімфи, порушення обміну речовин, накопичення в кістці продуктів розпаду. Це призводить до зміни фізико-хімічних і структурно-динамічних властивостей кістки, що у свою чергу призводять до повільного руйнування кісткових балок, подальшого ускладнення місцевого кровообігу і прогресування процесу. Ця теорія «хронічної мікротравми» підтримується і в даний час багатьма дослідниками.
Welfling J. у 1967 році зробив висновок, що всі некрози головки стегна — ішемічного походження, виникають в результаті емболії артерій. Розлади венозної циркуляції в ураженому діафізі стегна хворих на асептичний некроз дозволили деяким авторам (Шумада І. В., 1990; Ayrolles Chr., 1962) висловити припущення, що первинною зміною є венозна недостатність із подальшим переходом процесу на артеріальну систему.
Порушення кровотоку виявляються підвищенням кров'яного внутрішньокісткового тиску, що посилює ішемічні порушення. На думку Arlet J. і Float, однією з причин остеонекрозу головки стегна є підвищення внутрішньокісткового тиску в проксимальному кінці стегна.
Експериментальними дослідженнями, зіставленими з гістологічним вивченням операційного матеріалу (Стецула В. І., Мороз Н. Ф., 1988), показано, що при порушенні кровотоку в зоні епіфіза, на 3–5 добу утворюються осередки остеонекрозу, які в процесі реваскуляризації заміщуються остеогенною тканиною і в процесі диференціації трансформуються в нормальну кісткову тканину. При несприятливих умовах (перевантаження суглоба) на межі ділянки остеонекрозу і навколишніх тканин розвивається перифокальна зона фіброзу, а потім на тлі вторинних циркуляторних порушень формується зона перифокального кісткового склерозу. Гістологічно в цей період кісткові балки позбавлені остеоцитів, простори між ними заповнені білковими масами, ділянка остеонекрозу відмежована фіброзною тканиною.
Загальна причина, яка об'єднує всі нетравматичні випадки остеонекрозу — остеопенія. При цьому в передньоверхній ділянці головки стегна, на яку припадає велика частина навантаження, відбувається перелом від «втоми» остеопенічних трабекул. Найімовірніше, акумуляція зламаних трабекул може призвести до закриття потоку артеріальної крові і викликати некроз кістки.
Комбінація остеопорозу, механічного тиску, часте застосування остео- та хондропатичних лікарських засобів, а також запалення і больовий синдром призводять до субхондрального трабекулярного перелому і подальшого руйнування та дегенеративного процесу у кульшовому суглобі. У всіх хворих спостерігаються різко виражені порушення функції пересування, обумовлені больовим синдромом, обмеженням рухів у суглобі, гіпотрофієюта порушенням функції м'язів. Лабораторні дослідження у хворих свідчать про порушення капілярного кровотоку, підвищений внутрішньокістковий тиск, синдром гіперкоагуляції, а також про порушення вегетотрофічної регуляції у цих хворих.

## Класифікація
За етіологією виділяють:
1. Первинний
  - ідіопатичний
2. Вторинний
  - нейроендокринний;
  - післятравматичний;
  - постартритичний;
  - дисметаболічний;
  - інші;

За клініко-рентгенологічними стадіями (Куліша М. І., Філіпенко В. А. (1986):
- 1 стадія — початкова (рентгенологічного висвітлення, секвестрації). Клінічно це стадія початкових явищ, у якій можна визначити неінтенсивний больовий синдром, що виникає при навантаженні. Визначається тільки обмеження внутрішньої ротації. Рентгенологічно можна спостерігати порушення структури кісткової тканини головки у вигляді вогнищ остеопорозу і остеосклерозу.
- 2 стадія — стадія імпресійного перелому (імпресійний перелом та демаркація вогнища асептичного некрозу). Перехід у 2 стадію супроводжується появою інтенсивного болю внаслідок імпресійного перелому головки. У подальшому біль стає менш інтенсивним і посилюється при навантаженні. При рухах у суглобі різко обмежуються зовнішня, внутрішня ротації і відведення. Рентгенологічні ознаки: розширення суглобової щілини; головка стегнової кістки — контури порушені за рахунок імпресії некротичного вогнища у передньоверхній частині, яка найбільше навантажується, вогнище некрозу диференціюється виразно за рахунок підвищеної рентгенологічної ущільненості; навкруги нього розташована зона остеолізу і реактивного склерозу.
- 3 стадія — продавлення некротичної ділянки у зону суглоба з розвитком вторинного остеоартрозу, або стадія вторинного остеоартрозу. Біль інтенсивний, постійний, зменшується у спокої. Рухи обмежені у всіх трьох площинах, з'являються згинально-привідні контрактури. При ходьбі хворі змушені використовувати додаткову опору (милиці, ортопедичну тростинку). Рентгенологічно з'являються крайові кісткові розростання, нерівномірне звуження суглобової щілини, визначаються зміни контурів головки. Вогнище некрозу диференціюється виразно, оточене зоною остеолізу і склерозу.
- 4 стадія — стадія виходу. У даній стадії наявний інтенсивний, постійний біль, що може навіть посилюватися вночі. Рухи в суглобі відсутні або різко обмежені, виражена згинально-привідна контрактура.

Поділ на стадії є відносним, оскільки процес розвивається динамічно, одна стадія переходить в іншу і не має чітко окреслених меж.

## Клінічна картина
Клінічно асептичний некроз головки стегнової кістки може проявлятися як самостійне захворювання або поєднуватися з іншими патологіями. Головною скаргою пацієнтів із даним захворюванням є біль, що зазвичай локалізується в ділянці паху або іноді іпсилатерально в ділянці сідниці та коліна. Біль характеризується як глибокий, періодичний, пульсуючий, що може виникати в будь-який момент. Під час клінічного огляду біль виникає при активних і пасивних рухах, особливо при пасивній внутрішній ротації стегна.
Клінічні симптоми зазвичай передують рентгенологічним змінам, тому підозра щодо розвитку АНГСК і призначення відпо-відних діагностичних методик є важливим моментом у своєчасному встановленні правильного діагнозу.

## Діагностика

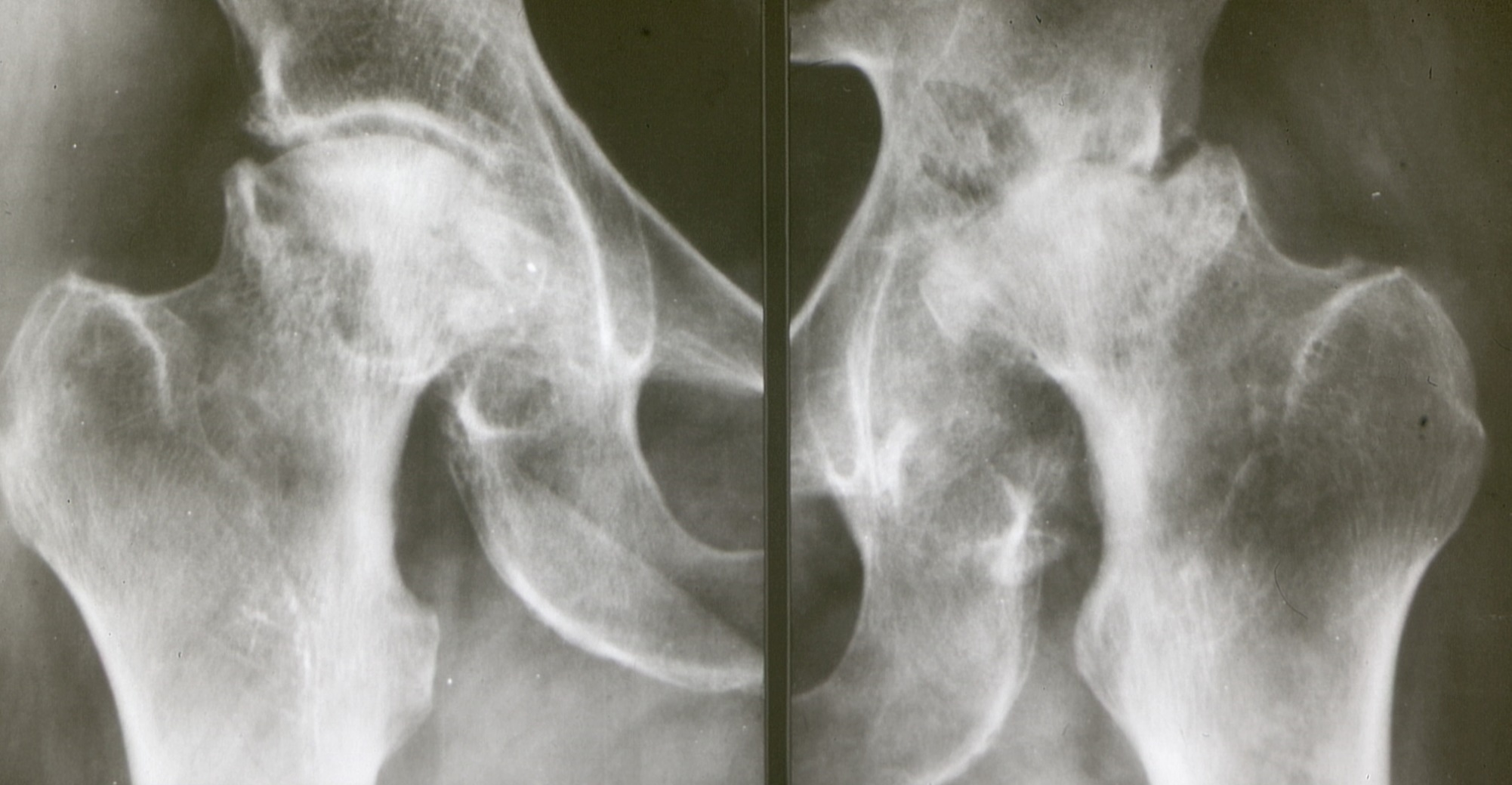
Рентгенограмми обох кульшових суглобів 46 річного чоловіка який приймав системні кортикостероїди після трансплантації нирки. Двосторонній виражений асептичний некроз голівок стегнових кісток

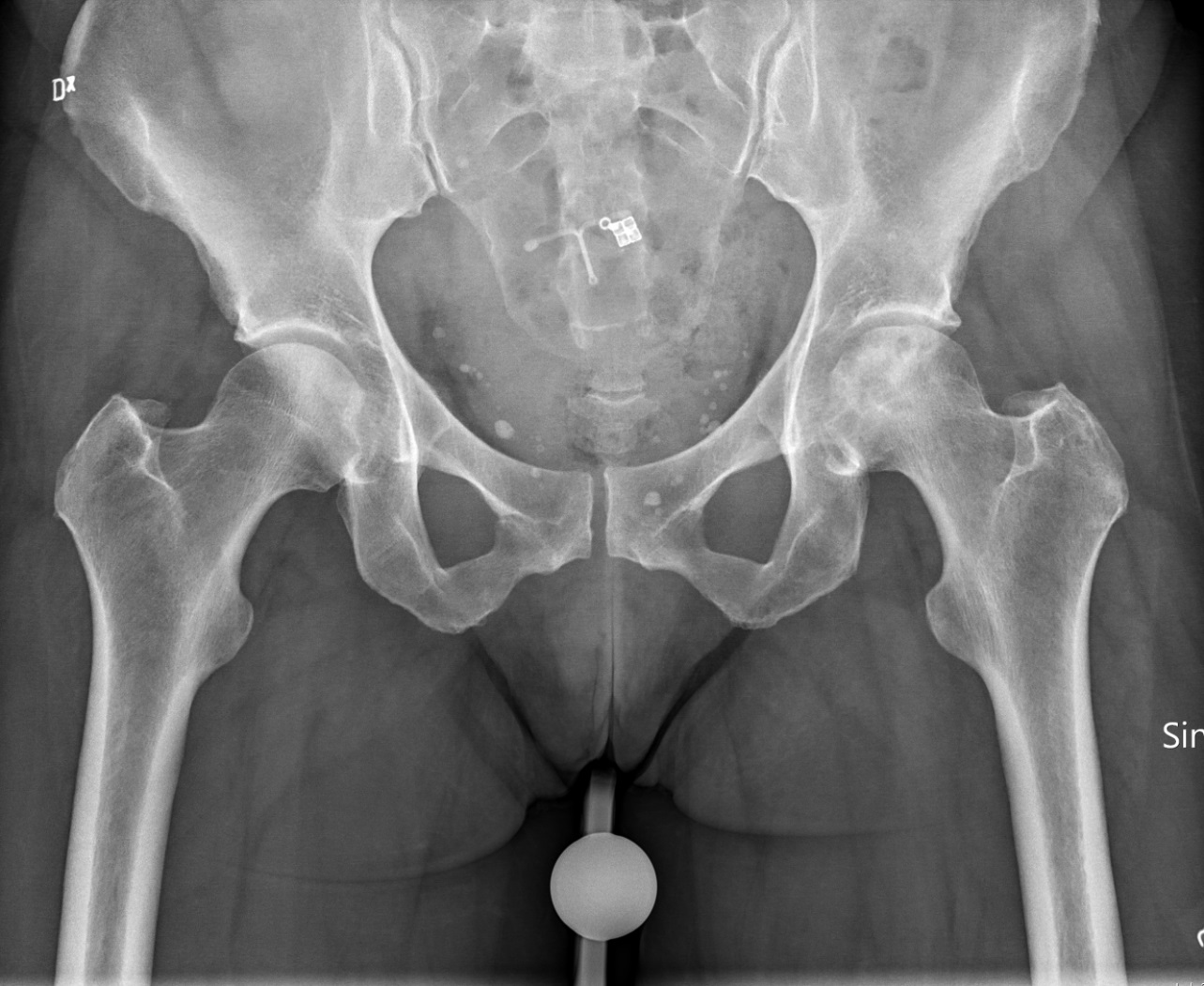
Лівосторонній асептичний некроз голівки стегна. На рентгенограмі можна порівняти уражений кульшовий суглоб та вигляд правого здорового суглоба

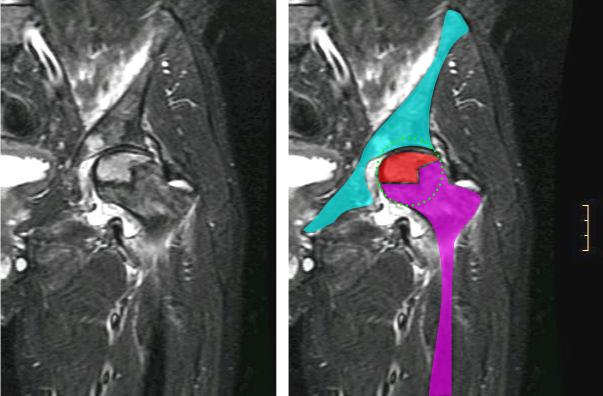
Асептичний некроз голівки стегнової кістки на МРТ (ділянка некрозу позначена червоним)

При першому рентгенографічному дослідженні знімки можуть бути без патологічних змін. Тому лікарі завжди повинні підозрювати АНГСК у пацієнтів, які страждають від болю у ділянці кульшового суглоба та мають будь-які фактори ризику, характерні для даного захворювання. Також завжди потрібно проводити об-стеження обох кульшових суглобів, навіть у випадках, коли пацієнти скаржаться на біль в одному суглобі, тому що випадки двостороннього ураження становлять від 40 до 80 % Слід враховувати можливість двостороннього ураження кульшових суглобів у понад 50 % хворих.
Необхідно провести лабораторне дослідження, щоб виключити інші причини болю в стегнах, а також оцінити наявність супутніх факторів у пацієнтів із підозрою на остеонекроз. Обстеження може включати загальний аналіз крові, ліпідну панель, швидкість осідання еритроцитів (ШОЕ), С-реактивний білок (СРБ), ревматоїдний фактор (РФ), антинуклеарні антитіла (ANA), антициклічний цитрулінований пептид.

### Рентгенологічна діагностика

#### Система оцінки стадійності по Arlet і Ficat
Система оцінки стадійності АНГСК, запропонована Arlet і Ficat, що базується на рентгенологічних змінах головки стегнової кістки:
- I стадія (передрентгенологічна) — наявні тільки клінічні симптоми;
- II стадія — наявні рентгенологічні зміни, виникає реконструкція кісткової тканини без зміни форми головки стегнової кістки, також наявні субхондральний склероз та кісти;
- III стадія, з'являється так званий «півмісяць» (рентгенологічна ознакою переходу з ІІ до ІІІ стадії), також наявні секвестри та колапс остеонекротичного сегмента;
- IV стадія виникає звуження суглобової щілини, з'являються остеофіти та виникає деформація головки стегнової кістки;

Інші класифікації є варіаціями рентгенологічної класифікації Arlet і Ficat.

#### Класифікація Marcus і Enneking
Класифікація Marcus і Enneking базується на клінічних симптомах і рентгенологічних змінах:
| Стадія | Радіологічні ознаки                                         |
| ------ | ----------------------------------------------------------- |
| І      | Точкові ділянки підвищеної щільності                        |
| ІІ     | Інфаркт, демаркований зоною підвищеної щільності            |
| ІІІ    | «Півмісяць»                                                 |
| IV     | Депресія бічного краю інфаркту                              |
| V      | Згладжування і стиснення інфаркту                           |
| VI     | Прогресивне стиснення й ерозія головки, дегенеративні зміни |

#### Класифікація Steinberg et al.
Класифікація Steinberg et al. є більш високоспеціалізованою і не лише поєднує в собі дані рентгенографії та клінічних досліджень, а й також включає дані МТР і остеосцинтиграфії.
| Стадія | Рентгенологічна картина |
| ------ | --- |
| І      | Рентген-ознаки норми та/або остеосцинтиграфія або МРТ: - ІА: легкий ступінь (< 15 % поверхні головки стегнової кістки) - ІВ: середній ступінь (15–30 % поверхні головки стегнової кістки) - ІС: тяжкий ступінь (> 30 % поверхні головки стегнової кістки)                                                |
| ІІ     | Кістозні і склеротичні зміни в головці гомілкової кістки: - ІІА: легкий ступінь (< 15 % поверхні головки стегнової кістки) - ІІВ: середній ступінь (15–30 % поверхні головки стегнової кістки) - ІІС: тяжкий ступінь (> 30 % поверхні головки стегнової кістки)                                          |
| ІІІ    | Згладжування головки стегнової кістки: - ІІІА: легкий ступінь (< 15 % поверхні головки стегнової кістки та < 2-мм депресія) - ІІІВ: середній ступінь (15–30 % поверхні головки стегнової кістки та 2–4-мм депресія) - ІІІС: тяжкий ступінь (> 30 % поверхні головки стегнової кістки та > 4-мм депресія) |
| IV     | Звуження суглобової щілини та/або зміни вертлюгової западини (цю стадію можна класифікувати за ступенем тяжкості) |
| V      | Прогресуючі дегенеративні зміни |

### Магнітно-резонансна томографія
У початкових стадіях захворювання велике значення мають клінічні прояви і спеціальні методи дослідження; магнітно-резонансна томографія та комп'ютерна рентгенівська томографія (КТ), що дозволяють чітко визначити наявність вогнища асептичного некрозу в епіфізі, його розміри, локалізацію та поширеність. Чутливість МРТ-дослідження досягає 90–100 % у початкових стадіях захворювання. Специфічність МРТ при диференціальній діагностиці остеонекрозу з іншими захво-рюваннями головки кульшового суглоба також дуже висока.

#### Міжнародна класифікація асептичного некрозу головки стегнової кістки
| Стадія | Характеристика |
| ------ | --- |
| 0      | Результати біопсії кістки відповідають остеонекрозу; інші тести нормальні |
| І      | Позитивна остеосцинтиграфія чи МРТ або обидві: - ІА: < 15 % залучення головки стегнової кістки (МРТ) - ІВ: 15–30 % залучення головки стегнової кістки (МРТ) - ІС: > 30 % залучення головки стегнової кістки (МРТ) |
| ІІ     | Плямистий вигляд головки гомілки, остеосклероз, кісти й остеопенія на рентгенограмах; відсутність колапсу головки на рентгенограмі або при КТ; позитивна остеосцинтиграфія та МРТ; немає змін вертлюгової западини: - ІІА: < 15 % залучення головки стегнової кістки (МРТ) - ІІВ: 15–30 % залучення головки стегнової кістки (МРТ) - ІІС: > 30 % залучення головки стегнової кістки (МРТ)      |
| ІІІ    | Наявність симптомів ураження за типом півмісяця, класифікованих на підставі їх появи на прямих і бічних рентгенограмах: - ІІІА: легкий ступінь (< 15 % поверхні головки стегнової кістки та < 2-мм депресія) - ІІІВ: середній ступінь (15–30 % поверхні головки стегнової кістки та 2–4-мм депресія) - ІІІС: тяжкий ступінь (більше 30 % поверхні головки стегнової кістки та > 4-мм депресія) |
| IV     | Суглобова поверхня сплюснута, суглобова щілина звужена, зміни в вертлюговій западині з остеосклерозом та утворення кісти і маргінальних остеофітів |

#### Класифікація Sugano
Sugano та ін. описали іншу систему встановлення діагнозу на підставі фронтальних T1-зважених МРТ-зображень. Ця система може бути корисною для визначення ризику розпаду головки стегна, коли ураження не видно на звичайних рентгенограмах.
| Тип | Зовнішній вигляд на Т1-зважених МРТ-зображеннях |
| --- | --- |
| І   | Демаркаційна лінія з'являється в головці стегнової кістки: - ІА: зовнішній кінець демаркаційної лінії знаходиться в медіальній третині навантажувальної частини - ІВ: зовнішній кінець демаркаційної лінії знаходиться в центральній частині навантажувальної частини - ІС: зовнішній кінець демаркаційної лінії знаходиться в латеральній частині навантажувальної частини |
| ІІ  | Раннє вирівнювання ваги навантажувальної частини без демаркаційної лінії |
| ІІІ | Кістозне рентген-прозоре ураження без демаркаційної лінії: - ІІІА: кістозні ураження знаходяться попереду та медіально, на відстані від навантажувальної частини - ІІІВ: кістозні ураження знаходяться по бокових поверхнях від навантажувальної частини |

### Сцинтіграфія
Деякі хірурги рекомендують сканування кістки з використанням метилен-дифосфонату технецію-99m як альтернативу МРТ. Поширеним показанням до використання даної методики є відсутність факторів ризику та наявність симптомів з нормальними рентгенограмами. Також хірургам, які лікують пацієнтів з однобічним остеонекрозом, у яких наявні симптоми даної патології, було запропоновано виконувати сканування кісток, а якщо дане дослідження буде негативним, жодне лікування, крім спостереження, не є необхідним. У хворих на асептичний некроз головки стегнової кістки зона підвищеної активності, що представлена збільшенням перебудови кісткової тканини, буде візуалізуватися між зоною некрозу та зоною реактивної перебудови кістки. Оскільки ізотоп накопичується на цьому місці, ділянка відображається як «гаряча» зона, або зона високої щільності, оточена більш «холодною» зоною, або зоною меншої щільності. Одразу після виникнення некрозу сканування кісток може не виявляти накопичення ізотопів, оскільки як тільки почалася реконструкція, «холодне» місце стає «гарячим». Інтервал між цими двома подіями становить від 10 до 14 днів, протягом даного періоду (період перехресту) сканування кісток може бути хибнонегативним.

### Інші діагностичні методи
Гістологічні дослідження, що виявляють порожні лакуни в кісткових трабекулах, можуть свідчити про некроз кістки. Також дана процедура використовується після декомпресії кістки. Біопсія також може використовуватися як метод передопераційної діагностики. Вимірювання інтрамедулярного тиску і венографія є специфічними тестами для оцінки кісткової функції, але більше не використовуються для діагностики остеонекрозу. КТ може використовуватися для діагностики на ранніх стадіях захворювання (ІІ або ІІІ), однак, оскільки даний метод не входить до протоколу, він використовується нечасто.
Біопсія не часто є необхідною, оскільки діагноз можна поставити точно на основі зображення та клінічної картини. Проте, якщо виконується біопсія, характерними гістологічними результатами будуть трабекулярний некроз (понад 50 % порожніх остеоцитарних лакун) і некротизований кровотворний кістковий мозок без специфічних ознак запалення, пухлинних клітин або сепсису.

## Лікування
Вибір методу лікування при АНГСК в першу чергу залежить від стадії захворювання на момент постановки діагнозу.
Консервативне лікування:

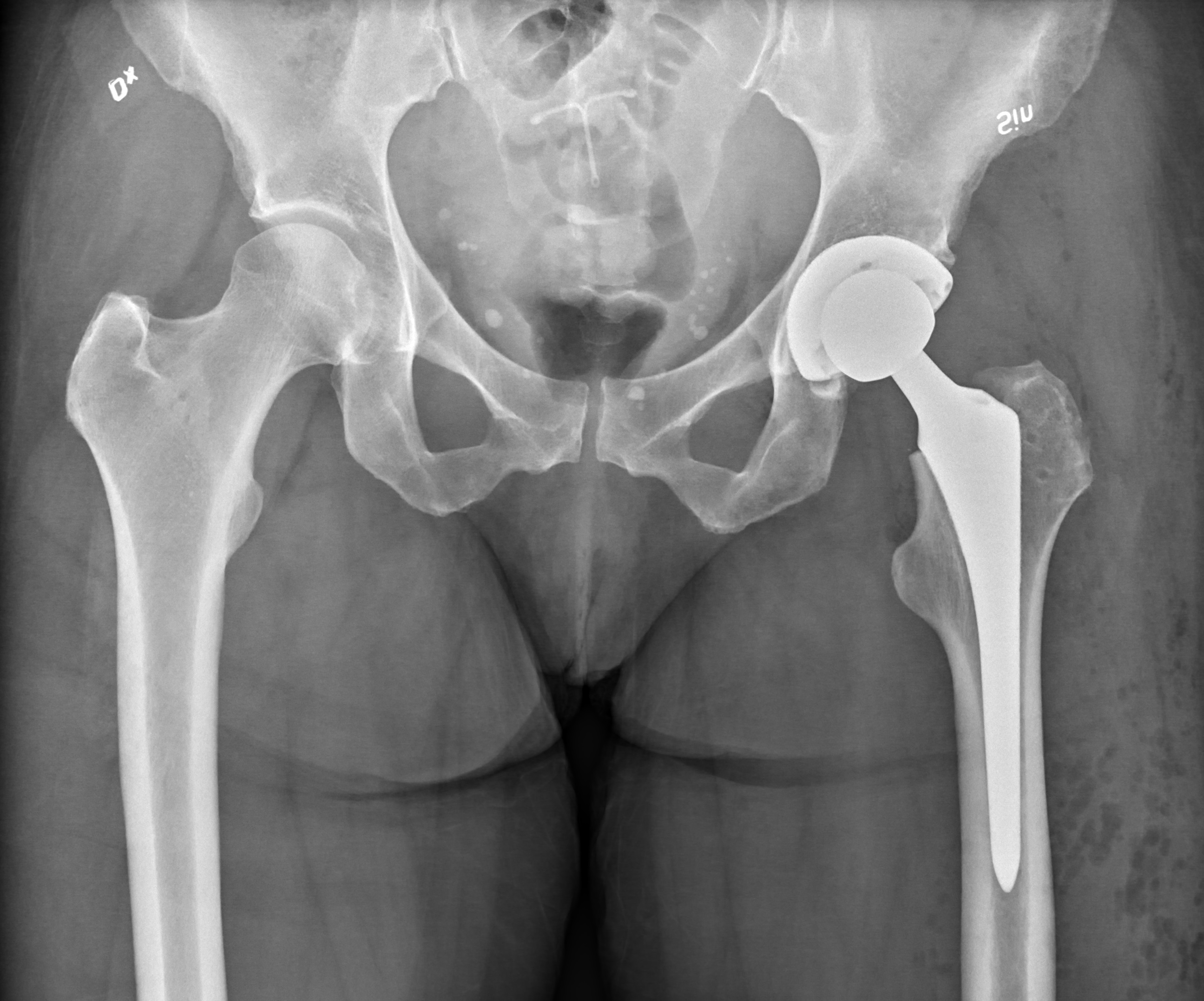
Тотальне ендопротезування лівого кульшового суглоба у пацієнтки з асептичним некрозом голівки лівого стегна

- Ортопедичний режим. Недоцільним та невиправданим є режим максимального розвантаження суглоба (милиці) на тривалий період і дотримання постільного режиму в початковий період захворювання. Не слід обмежувати ходьбу пацієнта, достатньо лише виключити інерційні навантаження на суглоб (біг, стрибки, підйом тяжкості), використовувати ортопедичну тростинку слід лише перші 3–4 тижні від початку больового синдрому та при ходьбі на довгі відстані.[4]
- Заходи, спрямовані на зниження надмірної ваги тіла.[4][5]
- Медикаментозне лікування. У початкових стадіях захворювання патогенетично обґрунтованим є застосування судинних препаратів для зменшення ішемічних змін у головці стегнової кістки, нормалізації реологічних властивостей крові, усунення мікротромбозів.[4] Судинорозширювальні засоби, статини, бісфосфонати та антикоагулянти використовувалися не за призначенням у спробі реваскуляризації головки стегнової кістки. Судинорозширювальні засоби, включаючи ілопрост (PGI2), призначені для зниження внутрішньокісткового тиску, сприяючи посиленню кровотоку. Статини зменшують диференціацію стовбурових клітин у жирові клітини, знову ж таки, маючи на меті зниження внутрішньокісткового тиску для кращої перфузії. Антикоагулянти, такі як еноксапарин, використовуються для запобігання прогресуванню остеонекрозу через гіперкоагуляцію та тромбоемболічні події. Бісфосфонати, включаючи алендронат, пригнічують дію остеокластів, зменшуючи резорбцію кісткової тканини. Незважаючи на різноманітність доступних варіантів фармакологічного лікування, наразі немає одностайної думки щодо ефективності будь-якого з цих агентів над іншим. Внутрішньосуглобові ін'єкції стероїдів взагалі не рекомендуються. Незважаючи на те, що вони можуть полегшити біль, ефект зазвичай короткочасний, і їх застосування може спричинити значне погіршення аваскулярного некрозу.[5] Усунення больового синдрому в початкових стадіях АНГСК є важливим завданням при лікуванні хворих, що дозволяє впливати на численні причинно-наслідкові механізми захворювання.[4]
- Декомпресія зони метаепіфіза.[4][5]
- Фізіотерапевтичне лікування.[4]

Хірургічне лікування:
- черезвертлюгова ротаційна (флексійно-варизуюча) остеотомія, що попереджає колапс головки стегнової кістки в 95 % випадків;[4]
- субхондральна аутопластика головки стегна;[4]
- ендопротезування кульшового суглоба;[4]
- артродез кульшового суглоба;[4]

АНГСК також є проблемою амбулаторної ортопедії. Тривалість захворювання (від 1,5 до 2 років) вимагає від лікаря і пацієнта великого терпіння та виконання необхідного комплексу медичної реабілітації з урахуванням стадійності процесу та ортопедичної ситуації. Повне відновлення суглоба, як правило, не настає. Однак у більшості випадків можливе досягнення цілком прийнятного результату захворювання: запобігання ураженню контрлатерального суглоба, зменшення деструктивних процесів у головці стегна і вторинного коксартрозу; хибних установок стегна в положенні згинання, приведення і надлишкової ротації; мінімального обмеження обсягу рухів у кульшовому суглобі; доброго функціонального стану м'язів і нерізко вираженого больового синдрому.

## Прогноз
У більшості випадків ортопедичний прогноз несприятливий — важкий деформувальний остеоартроз кульшового суглоба, при якому нерідко застосовують ендопротезування, артродез суглоба або корекційні остетомії, як методи вибору хірургічного лікування
Ускладнення включають прогресувальне посилення болю в суглобах, обмеження рухливості та остеоартрит. Ці ускладнення можуть спричинити значну інвалідність пацієнтів.